# Macrognathus keithi
Macrognathus keithi és una espècie de peix pertanyent a la família dels mastacembèlids.

## Descripció
- Fa 22 cm de llargària màxima.[6][7]

## Hàbitat
És un peix d'aigua dolça, bentopelàgic i de clima tropical.

## Distribució geogràfica
Es troba a Àsia: el nord de Borneo.

## Observacions
És inofensiu per als humans.